# Ctenoneura sipitanga
Ctenoneura sipitanga är en kackerlacksart som beskrevs av Roth, L. M. 1995. Ctenoneura sipitanga ingår i släktet Ctenoneura och familjen Polyphagidae. Inga underarter finns listade i Catalogue of Life.